# Lego-filmen 2
Lego-filmen 2 (originaltitel: The Lego Movie 2: The Second Part), i marknadsföringen skrivet LEGO Filmen 2, är en amerikansk datoranimerad äventyrskomedifilm producerad av Warner Animation Group. Det är en direkt följare till Lego filmen (2014), och den fjärde Lego-filmen efter två spinoff-filmer: The Lego Batman Movie och The Lego Ninjago Movie (båda från 2017). Filmen är regisserad av Mike Mitchell och producerad och skriven av Phil Lord och Christopher Miller (manusförfattarna och regissörerna bakom den första filmen); chefsanimatör är Trisha Gum. Filmens roller spelas av Chris Pratt, Elizabeth Banks, Will Arnett, Charlie Day, Alison Brie, Nick Offerman, Will Ferrell, Tiffany Haddish, Stephanie Beatriz och Maya Rudolph.
Lego-filmen 2 hade biopremiär i USA och i Sverige den 8 februari 2019 i både 2D, 3D, RealD 3D, Dolby Cinema, IMAX och IMAX 3D. Filmen fick positiva recensioner av kritiker, som berömde dess humor, manus, animering och röstskådespel.

## Rollista
| Figur                                 | Engelsk originalröst | Svensk originalröst |
| ------------------------------------- | -------------------- | ------------------- |
| Emmet Byggarsson / Rex Vågarväst      | Chris Pratt          | Linus Wahlgren      |
| Lucy / Wyldstyle                      | Elizabeth Banks      | Linda Ulvaeus       |
| Bruce Wayne / Batman                  | Will Arnett          | Adam Fietz          |
| Drottning Jablideh Ja’wilwa           | Tiffany Haddish      | Kayo Shekoni        |
| General Milda Vilda                   | Stephanie Beatriz    | Matilda Smedius     |
| Prinsessan Unikitty                   | Alison Brie          | Emelie Clausen      |
| Metallskägg                           | Nick Offerman        | Ole Ornered         |
| Benny                                 | Charlie Day          | Christian Hedlund   |
| Mamma                                 | Maya Rudolph         | Kayo Shekoni        |
| Ordförande Business / Mannen där uppe | Will Ferrell         | Figge Norling       |
| Finn                                  | Jadon Sand           | Frank Dorsin        |
| Bianca                                | Brooklynn Prince     | Alice Gyllenberg    |
| Glasstrut                             | Richard Ayoade       | Stefan Holm         |
| Superman                              | Channing Tatum       | Fredrik Hiller      |
| Green Lantern                         | Jonah Hill           | Göran Gillinger     |
| Wonder Woman                          | Cobie Smulders       |                     |
| Aquaman                               | Jason Momoa          |                     |
| Harley Quinn                          | Margot Rubin         |                     |
| Lex Luthor                            | Ike Barinholtz       | Sebastian Ganström  |
| Alfred Pennyworth                     | Ralph Fiennes        | Jan Modin           |
| Abraham Lincoln                       | Will Forte           | Jan Modin           |
| Sig själv                             | Bruce Willis         |                     |
| Bananen                               | Ben Schwartz         | Glenn Hysén         |
| Zebe                                  | Jimmy O. Yang        |                     |
| Balthazar                             | Noel Fielding        | Adam Portnoff       |
| Larry Poppins                         | Jorma Taccone        |                     |
| Sig själv                             | Gary Payton          |                     |
| Sig själv                             | Sheryl Swoopes       |                     |
| Gandalf                               | Todd Hansen          | Lasse Svensson      |
| Surfer Dave                           | Doug Nicholas        |                     |
| Kleopatra                             | Emily Nordwind       |                     |